# ジルベール・デュクロラサール

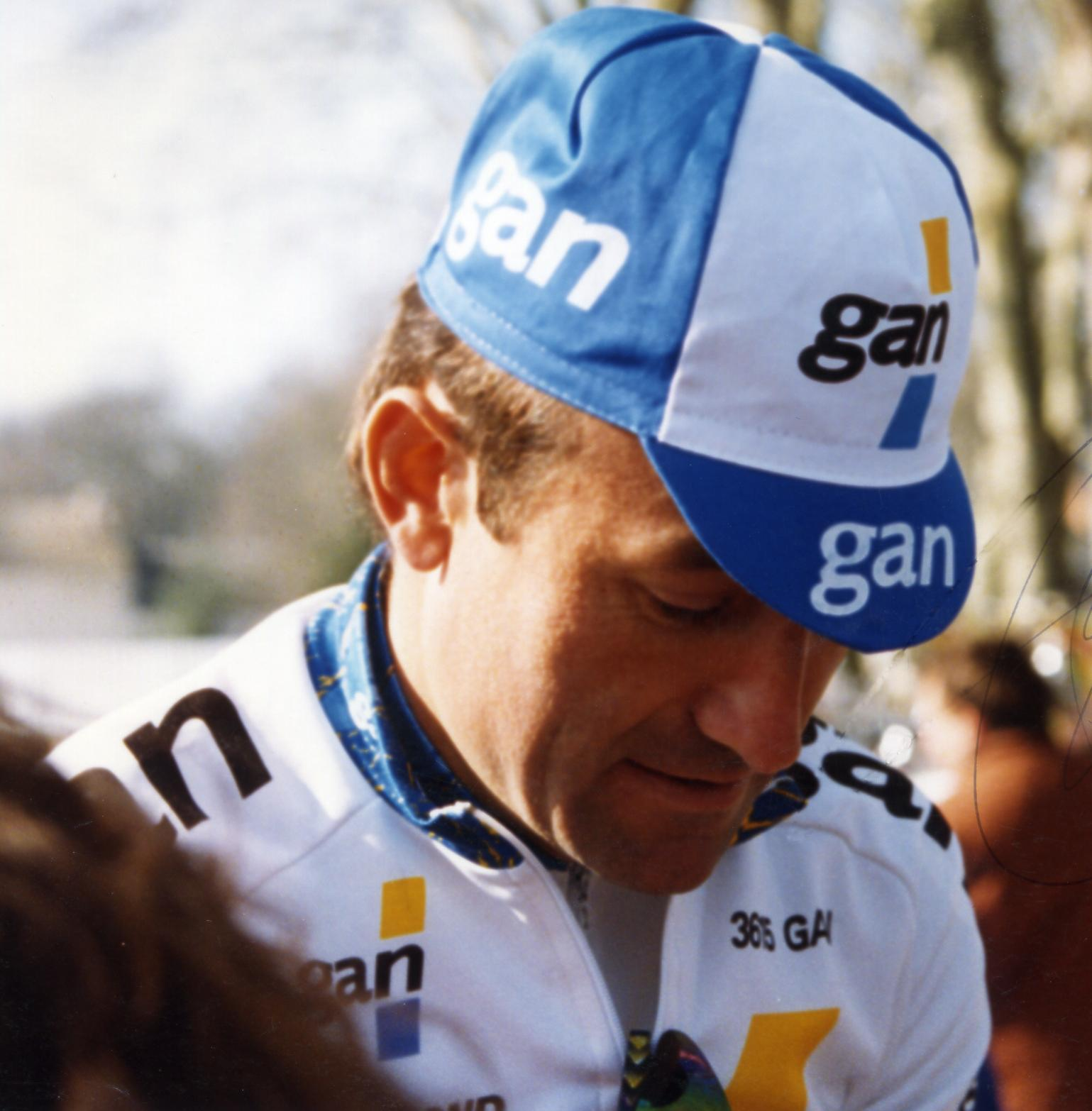
ジルベール・デュクロラサール

ジルベール・デュクロラサール（Gilbert Duclos-Lassalle、1954年8月25日- ）は、フランス・ランベイエ出身の元自転車競技選手。実子であるエルベ・デュクロラサールも現在、コフィディスに在籍するロードレース選手である。

## 経歴
1977年にプロ選手となり、1995年まで現役を続けた。また、歴代所属チームは一貫してかつての名門チームだったプジョーの流れを汲んでいる。主なチームメイトとしては、ベルナール・テブネ、ハニー・クイパー、フィル・アンダーソン、ステファン・ロッシュ、グレッグ・レモンなどが挙げられ、主にグランツールでは彼らのアシスト役に回る機会が多かった。
1980年にパリ〜ニースで総合優勝を果たし、1983年にはボルドー〜パリを制し、1984年には個人追い抜きのフランスチャンピオンとなったが、デュクロラサールが選手生活として花開くこととなったのは、選手生活の晩年だったといっても過言ではない。
1992年のパリ〜ルーベ。オラフ・ルードヴィッヒらとのスプリント争いを制し、初の同レース優勝を果たすや、翌1993年のパリ〜ルーベでも、フランコ・バッレリーニ、ルードヴィッヒらとの争いを制して連覇。同レースの連覇はフランチェスコ・モゼール（1978年～1980年）以来であった。
現在はテレビ解説者として活動している。

## エピソード
日本ではあまり馴染みのないクラシックレースでの活躍が多かったため知名度は高くなかったが、1992年のツール・ド・フランスではアシストとして一躍脚光を浴びることになる。　不調に陥ったエースのグレッグ・レモンが優勝争いはおろか大集団から脱落し、リタイア寸前の状況に陥る中でデュクロラサール一人がレモンの傍を離れずに伴走。結局二人揃って時間切れの失格処分となるが、自らの成績を省みずエースに献身的に尽くした姿勢が反響を呼び、雑誌などで「青い目のサムライ」等と取り上げられることになった。